# 格奧爾格·威廉
格奧爾格·威廉（德語： 1595年11月13日—1640年12月1日），勃蘭登堡選帝侯，1619年兼任普鲁士公爵，並参与了三十年战争，但是他軟弱膽怯的個性，使勃蘭登堡遭受的傷害極大地加劇了，常被後代視為一個失敗君主的典型。
因為其領地（布蘭登堡－普魯士）長期缺少強有力的常備軍和裝備（軍力不到六千人），所以選帝侯被迫捲入三十年戰爭之後，面臨天主教的（神羅）帝國軍和新教的瑞典軍反覆入侵之時，兵災劫掠和無力抵抗讓人民損失慘重、流離失所，而選帝侯只能軟弱無助地在帝國和瑞典兩方來回搖擺。對人民雪上加霜的是，1630年代格奧爾格選帝侯新招募的一萬軍隊後因缺糧缺餉而嘩變，大肆劫掠勃蘭登堡的百姓；又加上傳染病和瘟疫橫行，都使領地殘破、人口銳減，由原來的超過120萬人減少到不足80萬（特別是勃蘭登堡人口減少過半），唯一破壞較少的是普魯士地區。於是在1637年，格奧爾格帶著全家躲到普魯士公國的柯尼斯堡，過著半退休的生活，勃蘭登堡的實權與治國任務都（被迫）交給天主教的強勢首相施瓦岑貝格（1641年病逝），施瓦岑貝格得到神羅皇帝斐迪南三世的青睞和授命，讓勃蘭登堡在1635-1641年間成為帝國軍的同盟和補給地，首相本人也成為勃蘭登堡的實質獨裁者，盡心盡力地去為皇帝斐迪南三世服務。施瓦岑貝格唯一的政績，是逐步削弱了勃蘭登堡和柏林的議會權力，替格奧爾格之子的專制體制做好鋪路工作。
雖然格奧爾格生性怯弱、優柔寡斷，更缺少外交和軍事才幹，但他最大的優點是韌性極強，忍辱負重地捍衛祖業，譬如絕不放棄波美拉尼亞的繼承權、灌輸子女將收復失土作為人生的第一志業。因此當格奧爾格的無能無為統治，隨著他1640年病逝而結束後，其子腓特烈·威廉（綽號「偉大者」）以強烈的怒火繼承了布蘭登堡－普魯士。恰好國際局勢與外交氛圍突然轉向對勃蘭登堡有利，於是腓特烈·威廉帶領著一群對戰火苦難而痛心疾首的行政團隊立下兩大目標──富國、強兵：1.富國的方法是招徠移民、獎勵工商來重建經濟；2.強兵則是建立過萬的精銳常備軍，再也不讓布蘭登堡－普魯士的任何領地遭受外來入侵。於是從1640年開始，勃蘭登堡侯國（18世紀升格為「普魯士王國」）逐漸建立聞名全歐的軍國主義，一掃之前積弱不振的形象，闖蕩出「小型斯巴達」的名號。

## 家庭
1616年，格奧爾格·威廉與普法爾茨的伊莉莎白·夏洛特結婚，兩人共有1子2女：
1. 路易絲·夏洛特（1617年—1676年），庫爾蘭公爵夫人
2. 腓特烈·威廉（1620年—1688年），布蘭登堡選侯
3. 海德薇希·索菲（1623年—1683年），黑森-卡塞爾伯爵夫人

| 格奧爾格·威廉 霍亨索倫王朝出生于：1595年11月13日逝世於：1640年12月1日 | 格奧爾格·威廉 霍亨索倫王朝出生于：1595年11月13日逝世於：1640年12月1日 | 格奧爾格·威廉 霍亨索倫王朝出生于：1595年11月13日逝世於：1640年12月1日 |
| 統治者頭銜                                                            | 統治者頭銜                                                            | 統治者頭銜                                                            |
| --------------------------------------------------------------------- | --------------------------------------------------------------------- | --------------------------------------------------------------------- |
| 前任者： 約翰·西吉斯蒙德                                              | 勃蘭登堡選帝侯 普魯士公爵 1619年–1640年                               | 繼任者： 腓特烈·威廉                                                  |